# Лагро (Індіана)
Лагро (англ. Lagro) — місто (англ. town) в США, в окрузі Вобаш штату Індіана. Населення — 349 осіб (2020).

## Географія
Лагро розташоване за координатами 40°50′30″ пн. ш. 85°43′40″ зх. д. / 40.84167° пн. ш. 85.72778° зх. д. (40.841717, -85.727895).  За даними Бюро перепису населення США в 2010 році місто мало площу 1,57 км², з яких 1,54 км² — суходіл та 0,04 км² — водойми.

## Демографія
Згідно з переписом 2010 року, у місті мешкало 415 осіб у 156 домогосподарствах у складі 110 родин. Густота населення становила 264 особи/км².  Було 184 помешкання (117/км²).
Расовий склад населення:
| - 96,9 % — білих - 1,7 % — корінних американців - 0,5 % — азіатів |

До двох чи більше рас належало 1,0 %. Частка іспаномовних становила 0,0 % від усіх жителів.
За віковим діапазоном населення розподілялося таким чином: 26,0 % — особи молодші 18 років, 62,7 % — особи у віці 18—64 років, 11,3 % — особи у віці 65 років та старші. Медіана віку мешканця становила 36,6 року. На 100 осіб жіночої статі у місті припадало 118,4 чоловіків;  на 100 жінок у віці від 18 років та старших — 124,1 чоловіків також старших 18 років.
Середній дохід на одне домашнє господарство  становив 36 739 доларів США (медіана — 30 000), а середній дохід на одну сім'ю — 36 581 долар (медіана — 31 458). За межею бідності перебувало 32,9 % осіб, у тому числі 49,1 % дітей у віці до 18 років та 2,3 % осіб у віці 65 років та старших.
Цивільне працевлаштоване населення становило 254 особи. Основні галузі зайнятості: виробництво — 25,6 %, роздрібна торгівля — 20,1 %, освіта, охорона здоров'я та соціальна допомога — 16,5 %.